# Ignacio Valls

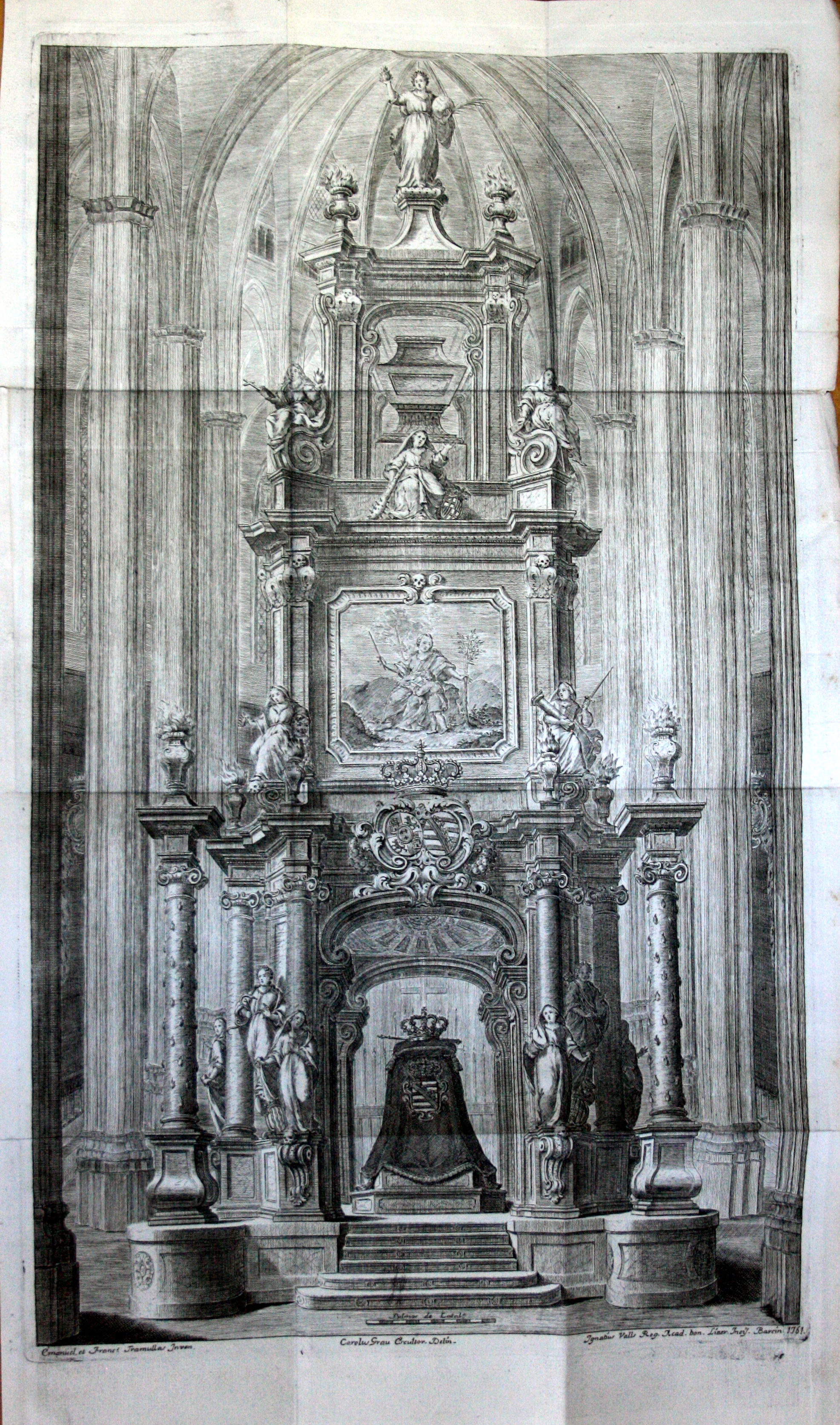
Túmulo para las exequias dedicadas en Barcelona a la reina María Amalia de Sajonia. Estampa, talla dulce, grabado de Ignacio Valls por invención de Francisco y Manuel Tramullas y dibujo de Carles Grau. Lámina plegada publicada al fin de las Reales exequias, que a su augusta soberana Dª María Amalia de Saxonia Reina de España consagró el rendido amor, y gratitud de la mui ilustre ciudad de Barcelona, en los días 23, y 24 de Abril de 1761. En Barcelona: en la imprenta de María Teresa Vendrell y Texidó [1761].

Ignacio Valls Helín fue un prolífico grabador español en cobre y madera, activo en Barcelona entre 1726 y 1764, individuo de la Academia de Buenas Letras para la que grabó el emblema de la institución publicado en 1756 en el primer volumen de sus memorias.
Hasta setenta libros, algunos de carácter didáctico y promovidos por los jesuitas, llevan portadas o láminas con su firma. La Biblioteca Nacional de España y la Real Academia de Bellas Artes de San Fernando guardan estampas de devoción, generalmente por dibujo propio, mapas, alegorías, el título de las acciones de la Real Compañía de Comercio establecida en Barcelona con la Virgen de Montserrat entre santos, la montaña y una vista del puerto de Barcelona según dibujo de Manuel Tramullas, y láminas de libros, como la que representa el túmulo alzado para las exequias en honor de Felipe V celebradas por la Universidad de Cervera, por dibujo de Pere Costa, ilustración publicada en hoja plegada en la Relación, que hace el Claustro de la Real, y Pontificia Vniversidad de Cervera a la S.C.R. Magestad de el Rey Don Fernando Sexto [...] de las Reales Exequias que el día 8 de Octubre de 1746 consagró a la eterna memoria de su muy amado Rey, y Fundador Don Phelipe Quinto, o la lámina del puerto de Barcelona con el aparato festivo preparado para recibir en 1759 a los reyes Carlos III y María Amalia de Sajonia, estampa que firma como académico de la Real Academia de Buenas Letras de Barcelona y salió publicada en la Relación obsequiosa de los seis primeros días, en que logró la monarchía española su más augusto principio [...] constituyéndose Barcelona un paraíso con el arribo, desembarco y residencia, que hicieron en ella desde el 17 al 21 de octubre de 1759 las Reales Magestades [...] Carlos III y [...] María Amalia de Saxonia con sus altezas el Príncipe Real, y demás soberana familia (Barcelona, María Teresa Vendrell y Texidó, 1759). También es suya la lámina plegada con el túmulo alzado poco más tarde en la catedral de Barcelona en la exequias de la misma María Amalia de Sajonia, en la que participan los hermanos Francisco y Manuel Tramullas como autores de la invención y el arquitecto y escultor Carles Grau como dibujante de las trazas del aparato barroco. 
Son suyos los escudos de Fernando VI y Bárbara de Braganza publicados al fin de la Adarga catalana, arte heráldica y prácticas reglas del blasón de Francisco Javier de Garma y Durán, 1753, de los que se conservan las planchas calcográficas en el Arxiu Històric Arxidiocesà de Tarragona, y por dibujo del mismo Garma, secretario del rey y su archivero en el Archivo de la Corona de Aragón, grabó el mapa del Principado de Cataluña y el Condado de Rosellón.
De uno de sus grabados, la Carta de esclavitud que deven tener todos los hermanos de la Virgen de la Merced, se conserva en el MNAC el que sería el dibujo preparatorio, dado a conocer por Bonaventura Bassegoda, quien no dudaba en atribuírselo en atención a algunas ligeras diferencias entre el dibujo y la obra acabada y a la presencia de una cuadrícula que habría servido para trasladar el dibujo a la lámina. Formalmente cercano al modo de hacer de los Tramullas, ese único dibujo conocido de Valls permitiría reafirmar la vinculación estilística del grabador con los hermanos, con los que en varias ocasiones colaboró.